# La Aguilera
La Aguilera är en ort i Spanien.   Den ligger i provinsen Provincia de Burgos och regionen Kastilien och Leon, i den centrala delen av landet, 150 km norr om huvudstaden Madrid. La Aguilera ligger 837 meter över havet och antalet invånare är 375.
Terrängen runt La Aguilera är platt. Runt La Aguilera är det ganska tätbefolkat, med 124 invånare per kvadratkilometer. Närmaste större samhälle är Aranda de Duero, 9,5 km sydost om La Aguilera. Trakten runt La Aguilera består till största delen av jordbruksmark.